# Ian James
Ian James (Epsom, 22 juli 1974) is een Brits-Amerikaans autocoureur.

## Carrière
James begon zijn autosportcarrière in het formuleracing in 1993, toen hij in de Formule Vauxhall uitkwam. In 1994 werd hij achter Peter Dumbreck tweede in de eindstand. In 1997 werd hij derde in het Britse Formule 3-kampioenschap. In 1998 kwam hij uit in de Formule Palmer Audi.
In 2000 stapte James over naar de Amerikaanse sportwagenracerij, waar hij vier jaar af en toe races in zowel de American Le Mans Series (ALMS) als de Rolex Sports Car Series reed. In 2004 reed hij een volledig seizoen in de LMP2-klasse van de ALMS voor Miracle Motorsports. Hij won dat jaar de 12 uur van Sebring en races op Lime Rock Park en Road America en werd met 143 punten kampioen in de klasse.
In 2005 reed James in de GT-klasse van de Grand-Am Series. Tevens debuteerde hij dat jaar in de 24 uur van Le Mans, maar samen met John Macaluso en Andy Lally kwam hij niet aan de finish. In 2006 reed dit trio opnieuw in Le Mans, waarin zij als derde in de LMP2-klasse eindigden. In 2007 en 2008 bleef hij actief in de Grand-Am. In 2009 reed hij opnieuw een volledig seizoen in de ALMS, waar hij in de GT2-klasse podiumplaatsen behaalde in de 12 uur van Sebring en op het Stratencircuit Saint Petersburg. In de daaropvolgende jaren reed hij sporadisch in de Grand-Am en de ALMS.

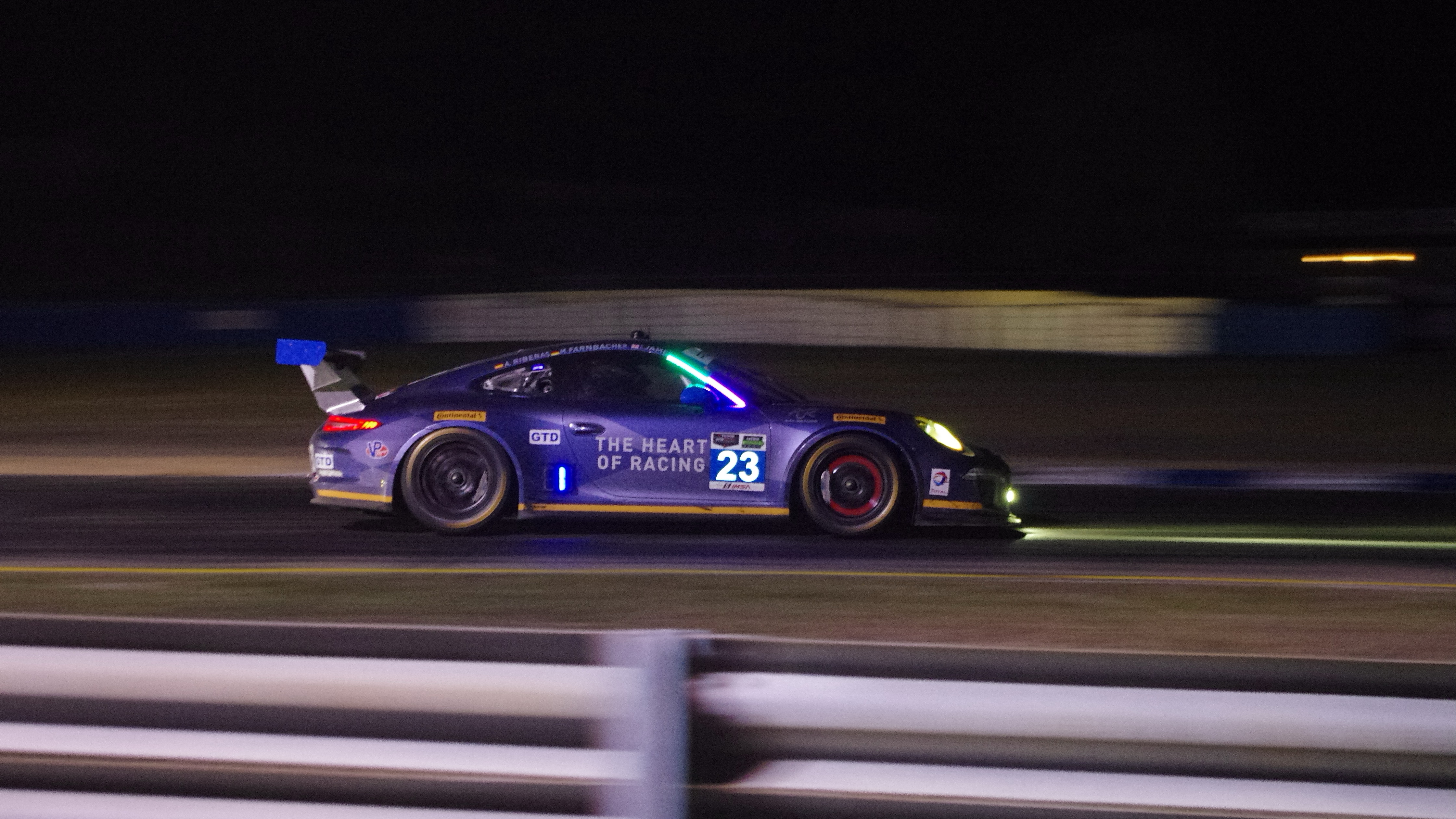
Ian James tijdens de 12 uur van Sebring in 2014.

Tussen 2012 en 2014 kwam James uit in de Grand Sport-klasse van de IMSA Continental Challenge, met een overwinning op Road Atlanta in 2014 als hoogtepunt. In 2014 reed hij tevens in de GTD-klasse van het nieuwe IMSA SportsCar Championship voor het Team Seattle, waarin hij podiumplaatsen in de 12 uur van Sebring en op het Belle Isle Park behaalde. In 2015 bleef hij hier actief en won hij de 12 uur van Sebring en op Belle Isle. Met 267 punten werd hij vierde in de eindstand.
Sinds 2016 rijdt James ieder jaar een aantal races in het IMSA-kampioenschap. Sinds 2020 doet hij dit voor zijn eigen team Heart of Racing. Dat jaar was tevens zijn enige volledige seizoen sinds 2015, waarin hij podiumplaatsen op het Charlotte Motor Speedway en in de 12 uur van Sebring behaalde. In 2021 won hij de Petit Le Mans, in 2022 de race op Watkins Glen International en in 2023 de 24 uur van Daytona. In 2017 en 2018 reed hij in de Pirelli World Challenge, waarin hij achtereenvolgens tweede in de GTS Pro- en derde in de GTS ProAm-klasse werd. In 2019 won hij voor het Team Panoz Racing de Pro-klasse in de Pirelli GT4 America Sprint.
In 2023 debuteerde James in de LMGTE Am-klasse van het FIA World Endurance Championship (WEC). Hij nam vanaf de 6 uur van Spa-Francorchamps het team NorthWest AMR van de gestopte coureur Paul Dalla Lana over. Het team hield volgens de reglementen de oude naam en het startnummer, maar werd gerund door Heart of Racing. Hij deelde de auto met Daniel Mancinelli en Alex Riberas. Hij behaalde een podiumplaats in de seizoensfinale, de 8 uur van Bahrein, en werd met 51 punten negende in de eindstand.
In 2024 bleef James actief in het WEC, waarin de LMGTE Am-klasse werd vervangen door de LMGT3-klasse. Dit jaar mocht het Heart of Racing Team deelnemen onder de nieuwe naam. Mancinelli en Riberas waren wederom de teamgenoten van James. De coureurs eindigde in de 1812 kilometer van Qatar en de 6 uur van São Paulo op het podium, voordat zij in de Lone Star Le Mans hun eerste zege behaalden.